# 三叶山香圆
三叶山香圆（学名：Turpinia ternata）为省沽油科山香圆属的植物。分布于台湾岛、琉球群岛、日本等地，目前尚未由人工引种栽培。